# Lengue
La llengua lengue, també anomenada molengue, molendji o balengue és una llengua parlada pels balengues, al sud de Guinea Equatorial.
És una llengua minoritària (entorn d'1.000 parlants, segons Joshua Project), probablement en vies d'extinció, en part per la pressió exercida per la llengua de la tribu fang, majoritària en la població del país i representada en el poder en la persona del President del Govern, Teodoro Obiang. Està classificada, almenys parcialment, en la família de les llengües bantus. Segons Ethnologue, estaria inclosa en el subgrup B del bantu nord-occidental. Echegaray la inclou específicament en el grup sheke, emparentant-la amb l'itemu i amb el nviko.
És usada a la franja costanera que va entre Punta Nguba i el riu Benito, fins a la frontera amb Gabon. El seu ús, tanmateix, és únicament oral. Fins avui, no es coneix cap text escrit o diccionari de la llengua lengue.